# 小柴胡湯
小柴胡湯是一種方劑，源自《傷寒雜病論》。

## 組成
柴胡半斤、黄芩三两、人參三两、甘草三两，炙、半夏半升，洗、生薑三两，切、大棗十二枚，擘 

## 用法
上七味，以水一斗二升，煮取六升，去滓，再煎，取三升，温服一升，日三服。

## 主治
伤寒少阳证、妇人热入血室。

## 方解
柴胡與黄芩之組合是柴胡劑的核心，而小柴胡湯是柴胡劑的基本型方劑。柴胡依序到大棗這幾樣藥為多數柴胡劑的共通點。柴胡劑在表、裏證分類上，通常歸為半表半裏證型的治療方劑。
中医学认为柴胡與黄芩可以治療所謂「胸脇苦滿」之症，表現上是脇至胸苦重。分析上，有說以為是痰病在脇肋一帶。
中医学认为半夏可以治療噁心之症。生薑與大棗出現在許多方劑中，古書裡稱其為「調和營衛」之用，大致上可說是調整氣血。甘草則可以調和諸藥，也是在許多方劑中會出現的。人參現在認為是補藥，但一說是仲景時代應是用黨參，黨參則較不熱燥，不唯補氣，亦能恢復津液。
全體而言，中医学认为柴胡湯主治半表半裏的發熱虛症。有說法是少陽經的經方藥。

## 效果
中国有大量对于慢性乙肝患者的研究，但质量极差，不堪用于荟萃分析。研究没有一个报告死亡率、严重不良反应率等重要指标，还有很多对实验设计和过程没有详细描述。
对于老鼠有抗抑郁作用。

## 派生方剂
小柴胡湯常被制成中藥濃縮顆粒。此类产品无论是台湾科学中药、中国中成药、日本汉方系统都有提供。
《中国药典》也记载泡腾片、片剂、胶囊剂。此书所载小柴胡方都用党参代人参。

## 毒副作用
日本、台湾都有报道患者因服用小柴胡汤而出现急性肝炎，可能是其中的黄芩引起的。1996年日本发生十起小柴胡汤致死，打破了“汉方的安全神话”。此前1992年曾有日本研究声称此物可改善慢性肝炎所致转氨酶提升，因此超过百万肝病患者选用此方。
與干擾素併用，以及肝硬化、肝癌患者給予小柴胡湯，可能會發生間質性肺炎，嚴重甚至可能致死。其他如偽醛固酮症、肌病變(myopathy)、肝功能障害、黃疸皆可能發生。

## 相關方劑
- 大柴胡湯——小柴胡湯去人參、甘草，再加枳實、芍藥、大黃，為治療實證之方劑。
- 柴胡桂枝湯——小柴胡湯與桂枝湯之合方。
- 柴胡加龍骨牡蠣湯——小柴胡湯去甘草，再加桂枝、茯苓、龍骨、牡蠣。
- 小柴胡湯加桔梗石膏——小柴胡湯再加桔梗、石膏。小柴胡湯證型外，又主訴咽腫、咽痛者適合之。
- 柴陷湯——小柴胡湯與小陥胸湯之合方。
- 柴朴湯——小柴胡湯與半夏厚朴湯之合方。
- 柴苓湯——小柴胡湯與五苓散之合方。

## 外部連結
- 小柴胡湯 中藥方劑圖像數據庫 (香港浸會大學中醫藥學院) （中文）（英文）
- 小陷胸湯 （页面存档备份，存于） 中藥方劑像數據庫  (香港浸會大學中醫藥學院) （中文）（英文）